# The Shadow of Nazareth
The Shadow of Nazareth er en amerikansk stumfilm fra 1913 af Arthur Maude.

## Medvirkende
- Constance Crawley som Judith
- Arthur Maude som Barabbas
- Joe Harris som Caiaphas